# Bout de Zan et le Chien policier
Bout de Zan et le Chien policier est un film muet français réalisé par Louis Feuillade et sorti en 1913.
Pour plus de détails, voir Fiche technique et Distribution.

## Fiche technique
- Réalisation et scénario : Louis Feuillade
- Société de production : Société des Etablissements L. Gaumont

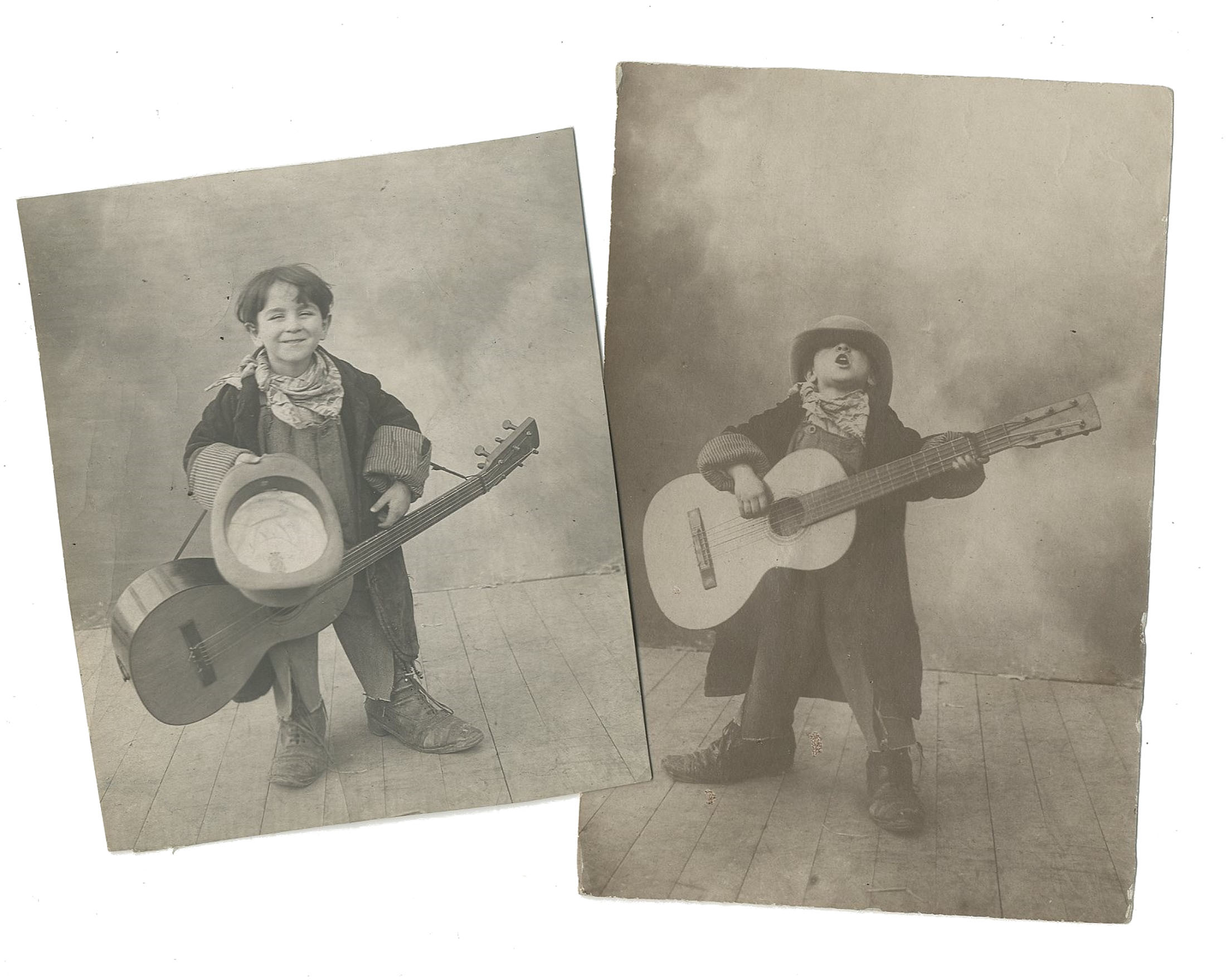
René Poyen l'interprère de Bout-de-Zan, 1913.

- Format : Muet - Noir et blanc - 35 mm - 1,33:1
- Genre : Comédie
- Date de sortie : France : mai 1913

## Distribution
- René Poyen : Bout de Zan
- Renée Carl